# Langnau im Emmental
Langnau im Emmental is een plaats in het kanton Bern in Zwitserland.

## Geboren
- Eduard von Steiger (18811-1962), politicus en lid van de Bondsraad
- Johanna Böhm (1898-1967), schrijfster
- Ueli Steck (1976-2017), bergklimmer
- Marcel Wyss (1986), wielrenner
- Lia Wälti (1993), voetbalster
- Florent Hadergjonaj (1994), voetballer